# Жир Олександр Олександрович
Олекса́ндр Олекса́ндрович Жи́р (нар. 11 грудня 1957, м. Марганець, Дніпропетровська область) — український політичний та громадський діяч. Народний депутат України 2-го та 3-го скликань. Полковник СБУ (з 1999). Член правління (з травня 1999), голова Дніпровської обласної організації та голова Контрольно-ревізійної комісії партії «Реформи і порядок».

## Освіта
З 1975 до 1980 року навчався на механіко-машинобудівному факультеті Дніпропетровського гірничого інституту за фахом інженер-електромеханік, «Гірничі машини і комплекси». З 1983 до 1984 року проходив Вищі курси КДБ СРСР.

## Кар'єра
- Вересень 1980 — лютий 1982 — гірничий майстер, механік дільниці шахти № 8 Марганецького гірничо-збагачувального комбінату.
- Лютий 1982 — травень 1983 — 1-й секретар Марганецького МК ЛКСМУ.
- З 1983 — в органах КДБ.
- Червень 1983 — вересень 1994 — оперуповноважений, старший оперуповноважений, начальник напрямку, заступник начальника відділу боротьби з корупцією та організованою злочинністю — начальник напрямку УСБУ в Дніпропетровській області.
- Жовтень 1997 — липень 1998 — член Координаційної ради з питань судово-правової реформи при Президентові України.

### Сім'я
- Українець.
- Батько Олександр Васильович (1928–1965) — секретар парткому Марганецького ГЗК.
- Мати Клавдія Іванівна (1929) — пенсіонер.
- Дружина Олена Григорівна (1957–2002) — лікар-педіатр.
- Дочки Наталка (1982) і Світлана (1990).

## Парламентська діяльність
Народний депутат України 2-го скликання з серпня 1994 (2-й тур) до квітня 1998, Марганецький виборчий округ № 93 Дніпропетровської області, висунутий трудовим колективом. Голова Комітету з питань законності і правопорядку. Член групи «Реформи» (до цього — групи «Єдність»). На час виборів: заступник начальника відділу — начальник напрямку відділу боротьби з корупцією та організованою злочинністю управління СБУ в Дніпропетровській області.
Народний депутат України 3-го скликання з березня 1998 до квітня 2002, виборчий округ № 35, Дніпропетровська область. На час виборів: народний депутат України. Член Комітету з питань законодавчого забезпечення правоохоронної діяльності та боротьби з організованою злочинністю і корупцією (липень 1998 — лютий 2000), член Комітету з питань боротьби з організованою злочинністю і корупцією (з лютого 2000), член фракції ПРП «Реформи-конгрес» (з грудня 1998).
Квітень 2002 — кандидат в народні депутати України, виборчий округ № 35, Дніпропетровська область, висунутий Виборчим блоком політичних партій "Блок Віктора Ющенка «Наша Україна». За 26.21%, 2 з 16 претендентів. На час виборів: народний депутат України, член ПРП. Вибори визнані недійсними.
Липень 2002 — кандидат в народні депутати України, виборчий округ № 35, Дніпропетровська область, самовисування. На час виборів: військовослужбовець СБУ, безпартійний. Знятий з реєстрації.
Березень 2006 — кандидат в народні депутати України від "Громадянського блоку ПОРА-ПРП", № 19 в списку. На час виборів: пенсіонер СБУ, член ПРП.

## Нагороди та звання
Має медаль «За відзнаку у військовій службі».